# Sara Szenirer
Sara Szenirer (ur. 1883 w Krakowie, zm. 1935 tamże) – żydowska działaczka oświatowa i społeczna, twórczyni systemu szkół Beis Jaakow. Mieszkała i działała w Krakowie.

## Życiorys
Sara Szenirer pochodziła z ortodoksyjnej, chasydzkiej rodziny żydowskiej o tradycjach rabinackich. Jej ojciec był kupcem pochodzącym z Bełza. Po ukończeniu szkoły powszechnej pracowała jako krawcowa, studiując jednocześnie we własnym zakresie dzieła religijne i filozoficzne. Duży wpływ wywarły na nią dzieła Samsona Rafaela Hirscha, który twierdził, że ortodoksja i ścisłe przestrzegania nakazów religijnych nie stoi w sprzeczności z działalnością publiczną.
W listopadzie 1917 roku utworzyła w Krakowie – z poparciem partii Agudat Israel i cadyka bełskiego Rokeacha Jisochara Dow Beera – pierwszą na świecie żydowską szkołę ortodoksyjną dla dziewcząt. Szkoła początkowo znajdowała się w kamienicy na rogu ulic Krakowskiej i św. Katarzyny w Krakowie, w dotychczasowym warsztacie krawieckim Sary Szenirer. W pierwszym roku do szkoły uczęszczało 25 dziewcząt. W 1918 roku Sara Szenirer utworzyła organizacje Beit Jaakow (jid. Bejs Jaakow). Idea szybko zdobyła popularność i dziesięć lat później w całej Polsce istniało już ponad 300 filii szkoły, z centralną placówką w Krakowie, przy ul. św. Stanisława 10. Wiele placówek działało też za granicą.
W 1927 roku założyła żeńskie seminarium nauczycielskie w Krakowie, kształcące kadrę nauczycielską dla sieci żeńskich szkół. Obecnie szkoły Beit Jaakow działają głównie w Izraelu i Stanach Zjednoczonych.
Zmarła w 1935 roku i została pochowana na nowym cmentarzu żydowskim w Podgórzu. Jej grób został zniszczony, gdy hitlerowcy założyli na terenie cmentarza obóz koncentracyjny Plaszow. W roku 2004 na cmentarzu umieszczono upamiętniającą Sarę Szenirer symboliczną macewę. W styczniu 2024 roku macewa została zniszczona za pomocą koparki przez nieznanych sprawców.

## Galeria

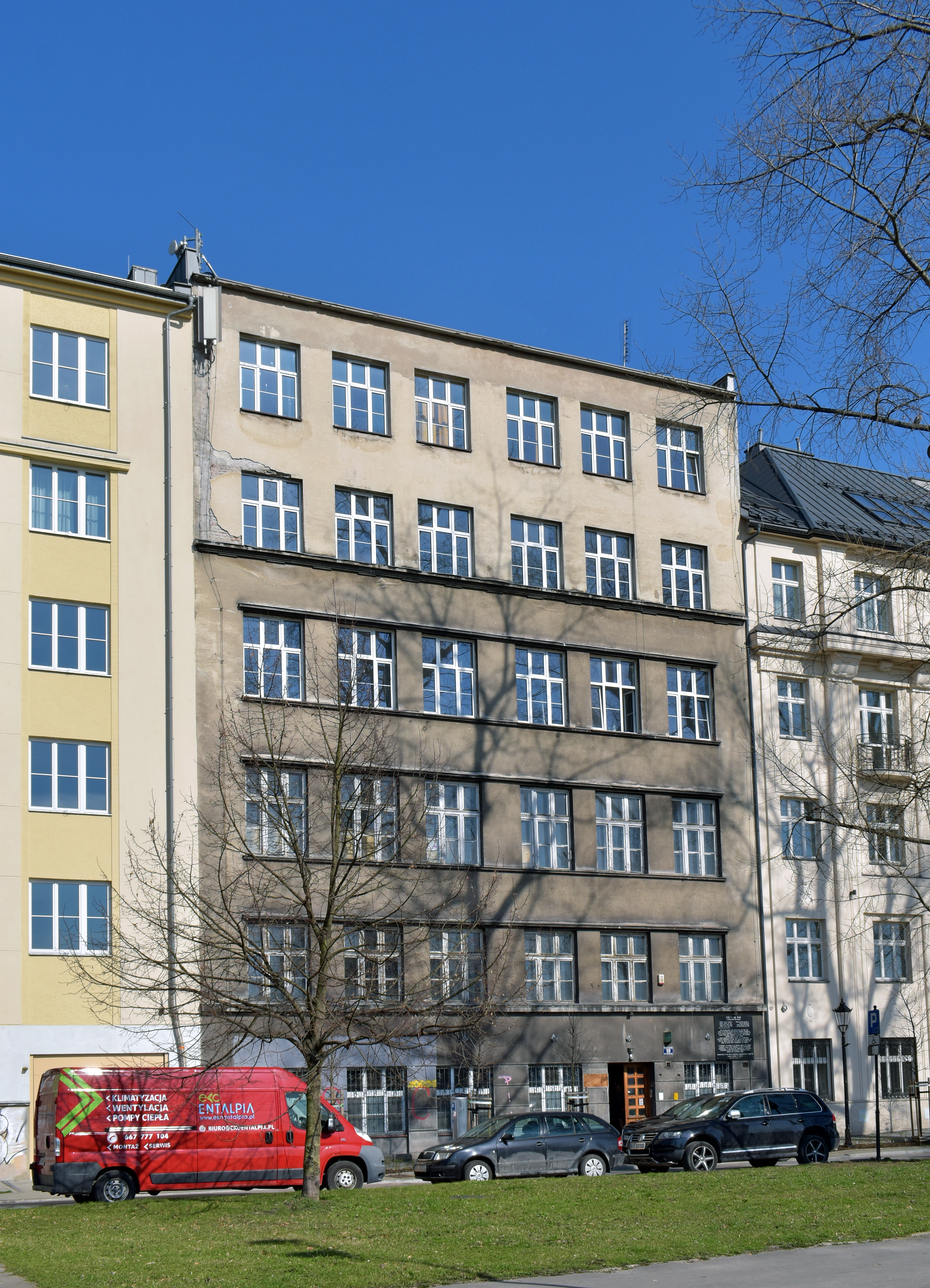
Szkoła Bet Jakow Kraków ul. św. Stanisława 10.
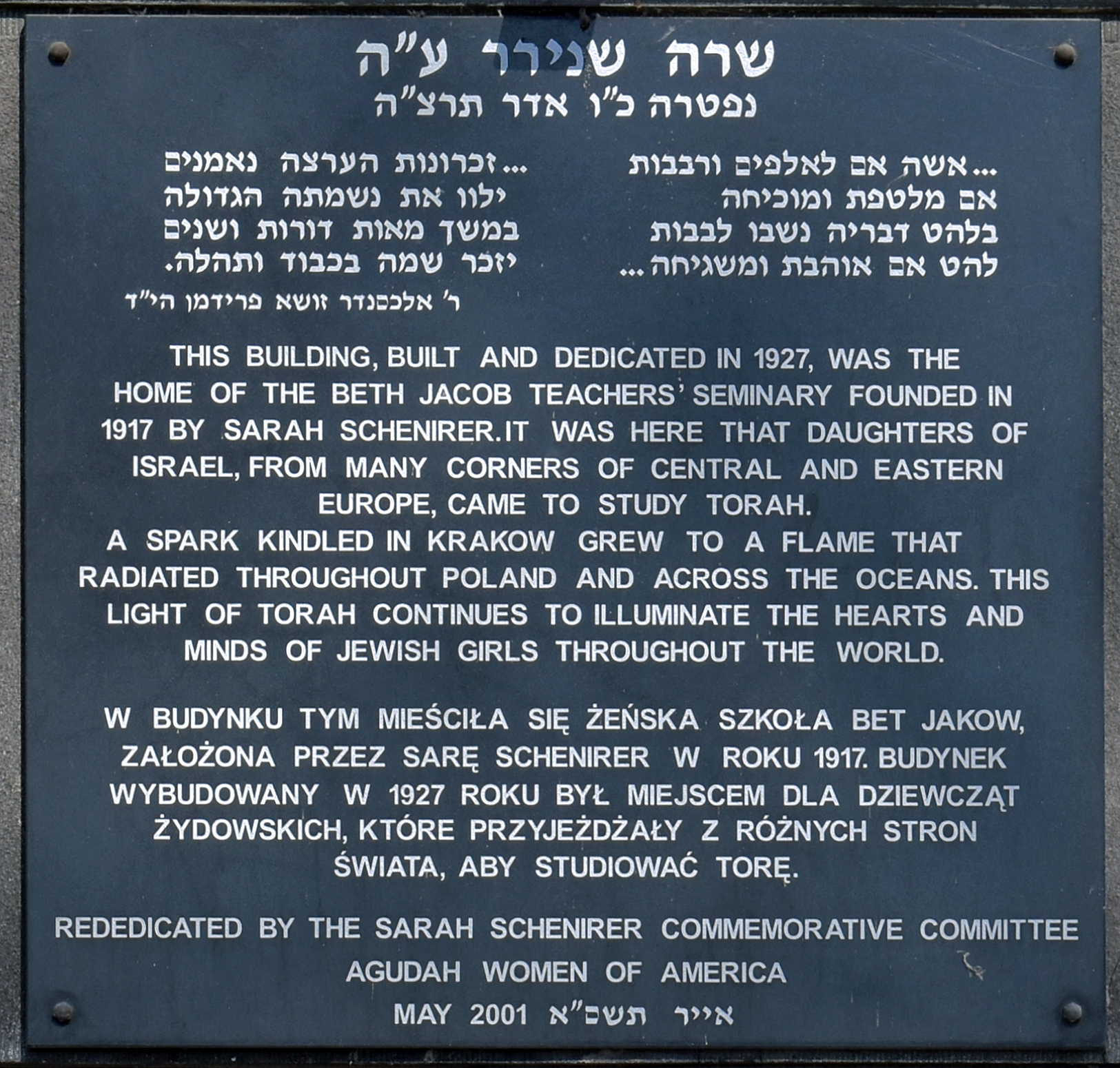
Tablica na szkole upamiętniająca Sarę Szenirer.
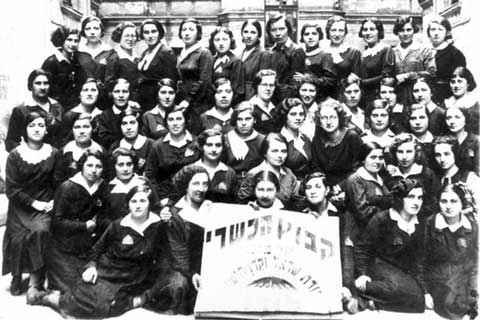
Druga z kolei klasa kończąca szkołę Bejs Jaakow w Łodzi, 1934.
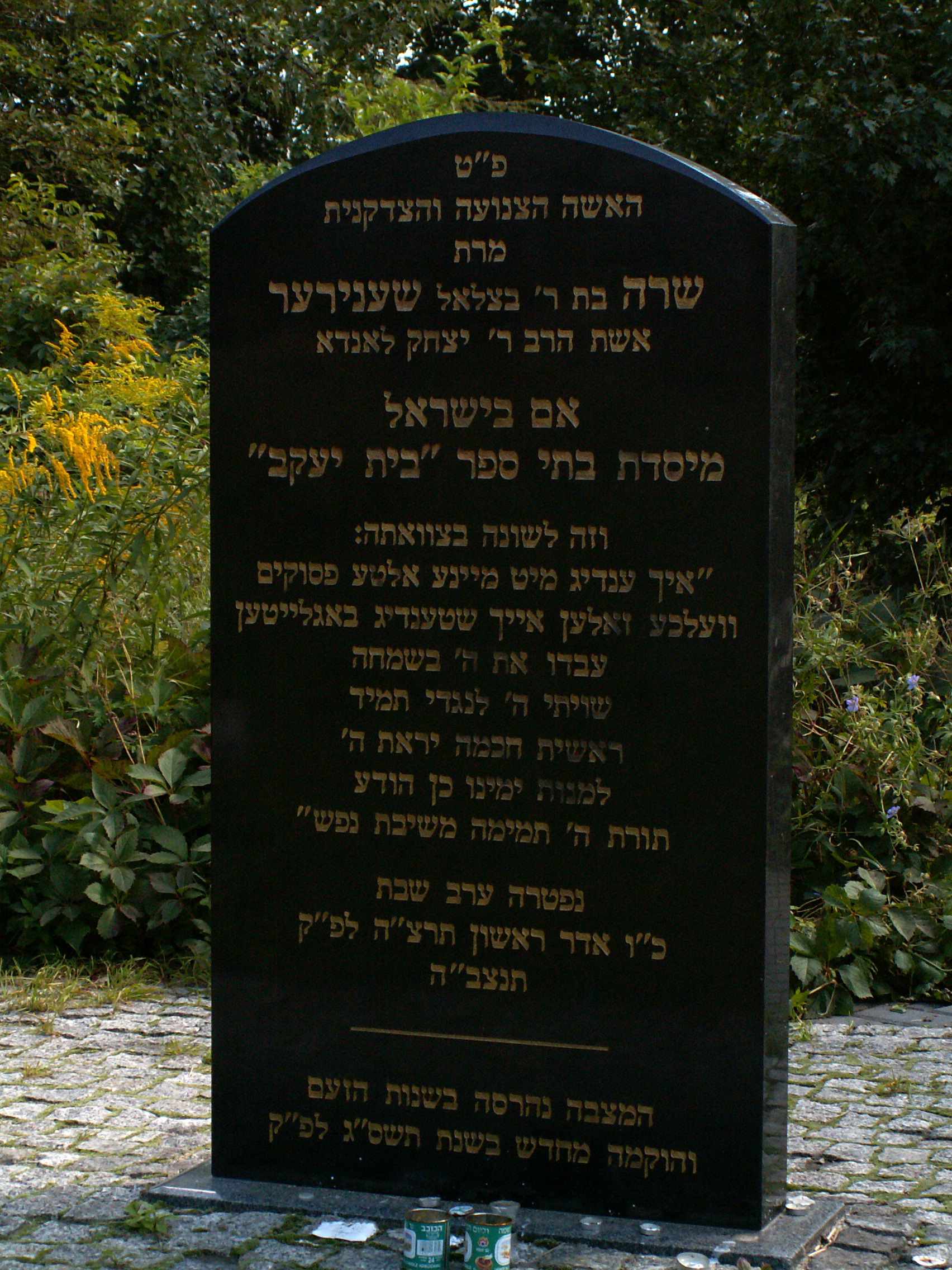
Pamiątkowa macewa Sary Szenirer na Podgórskim nowym cmentarzu żydowskim.